# 雷仙岛夜蛾
雷仙岛夜蛾（學名：Agrotis laysanensis）是一种已灭绝的蛾，它们是夏威夷雷仙岛的特有种。這種蛾最後被觀察到時為1911年。它的灭绝的同时也导致了雷仙島苇莺（米尔苇莺的雷仙岛亚种）的灭绝，因为雷仙島苇莺主要以雷仙岛夜蛾为食。